# Feldberg sølandskab naturpark
Feldberg sølandskab naturpark (tysk: Naturpark Feldberger Seenlandschaft   , udtalt [naˈtuːɐ̯paʁk ˈfɛltˌbɛʁɡɐ ˈzeːnˌlantʃaft] ( lyt)) ligger i den sydøstlige del af den tyske delstat Mecklenburg-Vorpommern i landkreis Mecklenburgische Seenplatte. En stor del af naturparken ligger inden for kommunen af samme navn, Feldberger Seenlandschaft. Derudover er kommunerne Wokuhl-Dabelow, Grünow, Carpin, Godendorf og dele af byerne Woldegk og Neustrelitz omfattet af naturparken. Den vestlige ende af parken er også en del af Müritz National Park.
Feldberg sølandskab naturpark er karakteriseret ved sine store søer, ( Breiter Luzin, Carwitzer See, Schmaler Luzin, Großer Fürstenseer See og Feldberger Haussee), skovene med deres mange planter og dyr, herunder sjældne arter, og også af sit kulturlandskab. Karakteristika ved parken er dens dødishuller og de ældste bøgeskove i Tyskland i naturreservatet Heilige Hallen.
Landskabet blev formet af istiden. I den nordlige del af parken er der en region med randmoræner; i syd er et skovklædt flodslette terræn. Det centrale område med Feldberg-søerne er en del af randmorænen fra den pommerske fase af  Weichsel-istiden. Her er de topografiske højdeforskelle større end normalt for Nordtyskland. Den højeste bakke er Vogelkirsche   nær landsbyen Schlicht nord for Breiter Luzin) med en højde på 166,2 meter over havet. Breiter Luzin er den næstdybeste sø i Mecklenburg-Vorpommern med en dybde på op til 58,3 meter.
Statsgrænsen til Brandenburg løber gennem søerne Krüselinsee og Großer Mechowsee og den sydlige del af Carwitzer See.
Her lever mange sjældne dyr, såsom odderen, som er parkens signaturdyr, sort stork, lille skrigeørn, fiskeørn og havørn, tilspidset malermusling (Unio tumidus) og coregonus (helt eller snæbel?). Der er over 1.000 vilde blomsterarter i naturparken.
Parken har et areal på ca. 340 km 2, heraf ca. 38% er skov, ca. 11% er søer og floder, ca. 45 % bruges til landbrug og ca. 6 % af infrastruktur og boliger.

## Naturreservater
Der er 14 naturreservater i parken, der dækker et samlet areal på 37,14 km2, hvilket er 10,3 procent af naturparkens areal:
- Comthureyer Berg (13 ha)
- Conower Werder (54 ha)
- Feldberger Hütte (481 ha)
- Hauptmannsberg (44 ha)
- Heilige Hallen (68 ha)
- Hinrichshagen (1.124 ha)
- Hullerbusch und Schmaler Luzin (345 ha)
- Keetzseen (329 ha)
- Krüselinsee und Mechowseen (481 ha)
- Kulowseen (199 ha)
- Sandugkensee (67 ha)
- Schlavenkensee (593 ha)
- Sprockfitz (27 ha)
- Zahrensee bei Dabelow (17 ha)